# 古賀英彦
古賀 英彦（こが ひでひこ、1939年9月3日 - ）は、熊本県熊本市出身の元プロ野球選手（外野手、投手）・コーチ・監督。
日本人としてアメリカのプロ野球で監督を務めた最初の人物である。愛称はアメリカ時代、アメリカ人には「英彦」が発音し辛いことから名付けられたハイディ（HIDEI）。ハイデー古賀を登録名としていたこともある。

## 来歴・人物

### 選手時代
熊本工業高校から大学野球を目指すも受験に失敗し、卒業後の半年間はホームレス生活やキャバレーでボーイとして働くなどして過ごす。半年遅れで近畿大学に入学。
1962年、読売ジャイアンツに投手として入団。柴田勲や宮田征典らが同期だった。入団後、打者（外野手）へ転向。しかし、目立った成績を残すことなく1964年に解雇される。
その後はサンフランシスコ・ジャイアンツ極東スカウトのキャピー原田に誘われて渡米し、ジャイアンツやシカゴ・カブス傘下のマイナーリーグ球団などで主に投手としてプレー。3A昇格の内示を得る機会もあったが、直後に交通事故に遭い頸椎を骨折、全治2か月の重傷を負い、3A昇格も逃がす不運に見舞われる。またこの事故による影響で球速も落ちてしまう。
1969年にはグローバルリーグに「東京ドラゴンズ」の一員として参加。アメリカ、ベネズエラ、プエルトリコを転戦したが、リーグが資金難やその他の事情で崩壊。その後の3年間（1970年 - 1972年）はアメリカでレストランを経営する傍ら、冬季に行われるベネズエラリーグのマラカイボで2シーズンプレー。しかし、レストラン経営に失敗して1973年に帰国。プロ野球選手を引退する。

### 選手引退後
帰国後は神戸市内で宝石店を営む叔母を頼ってひとまず身を寄せることにしたが、叔母と同じ滝川中出身であった縁で昔から親しくしていた青田昇監督が接触し、大洋ホエールズで打撃投手兼通訳（1973年 - 1974年）を務めた。
大洋時代はクリート・ボイヤーやジョン・シピンと昼夜問わず行動を共にし、モーニングコールを兼ねた朝の挨拶から始まり、打撃投手として練習相手を務めながら調子を確かめた。試合中はベンチ内で隣り合い、終了後も小料理屋やバーなどに誘って一緒に酒を飲み明かした。ホームの川崎球場での試合と、近くにある川崎競輪場の開催日が重なった時、青田に呼び付けられ、賭け金を託して買いに行かされていた。青田は当時のサラリーマンの初任給に相当する5万円で張り込むことも度々あり、予想が当たった時は古賀への御祝儀をはずんだ。大下弘一軍打撃コーチとの麻雀にも毎晩付き合い、翌日の昼まで付き合わされるのが常であった。
大洋退団後は太平洋→クラウンで一軍投手コーチ補佐（1975年）・通訳（1976年 - 1978年）を経て、南海→ダイエーで通訳（1979年 - 1982年）・編成部海外担当（1983年 - 1988年）・海外渉外課長（1989年, 1993年）を歴任。
太平洋時代は正コーチを補佐する役目どころか、まるでコーチ見習いのような扱いを受けた。指導力を発揮する機会も与えられず、グラウンド内では口出しひとつ出来ないような日が続き、時にはグラウンド整備員と共に、ダイヤモンドの白線引きをやらされた。古賀は暇になったのをいいことに、博多のネオン街で毎晩のように遊び呆けていたが、球団の経営状態はますます苦しくなる一方で、遊んでいてもあまり楽しくはなかった。
南海スカウト時代はトニー・バナザード、ウィリー・アップショーを獲得し、1990年から1992年は日本人として初めて、ダイエーと懇意の関係にあったアメリカ1A「サリナス・スパーズ」監督に就任。村松有人などダイエーからの派遣選手、河野亮などヤクルトからの派遣選手、後にダイエーにドラフト1位で入団する大越基にメジャーリーガーとなるマック鈴木らを指導。
ハワイ・ウィンターリーグ球団のコーチ・監督（1993年 - 1995年）を経て、旧知の仲である根本陸夫専務の要請でダイエーに復帰し、二軍監督（1996年, 1999年 - 2000年）・ヘッドコーチ（1997年）・ヘッドコーチ兼投手コーチ（1998年）を務めた。在任中は松中信彦・吉武真太郎・城島健司らを育てたほか、外国人選手の通訳や世話係も兼務。
ダイエー退団後の2001年にはアメリカ独立リーグ「ウエスタン・ベースボール・リーグ」に加盟するソノマカウンティ・クラッシャーズでティム・アイルランドが監督の下、ケビン・ミッチェルと共にベンチコーチを務めた。なお、ホークス時代一緒に在籍していた佐々木誠も選手としてプレーしていた。
2004年からは千葉ロッテマリーンズ二軍監督に就任し、2005年・2006年にはイースタン・リーグ連覇へ導いたが、2007年シーズン中に体調を崩して入院。チームも最下位であったこともあって一度はフロント入りを打診されたが、成瀬善久らを育成した実績を盾に現場にとどまれるよう食い下がった結果、2008年は二軍ヘッドコーチに配置換えとなった。2009年からスコアラーを1年間務めて同年オフ、ボビー・バレンタイン監督の退任に合わせて退団。退団後は2009年の低迷の裏には、瀬戸山隆三球団代表による圧力があったと主張している。
2012年からは日本野球連盟に新規加入したクラブチーム・TOKYO METSの監督となり、2016年退任。
日本人野球関係者としては異例の経歴を持っており、またMLB球団の極東スカウト経験もあるなど、アイク生原やパンチョ伊東らと同様、アメリカやその他各国の野球事情や関係者に精通する希有な存在である。2008年には、古賀の人生を描いたドキュメンタリー書籍「二軍監督」（國安輪著、講談社）が出版されている。

## 詳細情報

### 年度別打撃成績
| 年 度     | 球 団     | 試 合 | 打 席 | 打 数 | 得 点 | 安 打 | 二 塁 打 | 三 塁 打 | 本 塁 打 | 塁 打 | 打 点 | 盗 塁 | 盗 塁 死 | 犠 打 | 犠 飛 | 四 球 | 敬 遠 | 死 球 | 三 振 | 併 殺 打 | 打 率 | 出 塁 率 | 長 打 率 | O P S |
| --------- | --------- | ----- | ----- | ----- | ----- | ----- | -------- | -------- | -------- | ----- | ----- | ----- | -------- | ----- | ----- | ----- | ----- | ----- | ----- | -------- | ----- | -------- | -------- | ----- |
| 1962      | 巨人      | 4     | 0     | 0     | 0     | 0     | 0        | 0        | 0        | 0     | 0     | 0     | 0        | 0     | 0     | 0     | 0     | 0     | 0     | 0        | ----  | ----     | ----     | ----  |
| 1963      | 巨人      | 15    | 11    | 11    | 0     | 2     | 0        | 0        | 0        | 2     | 0     | 0     | 0        | 0     | 0     | 0     | 0     | 0     | 1     | 0        | .182  | .182     | .182     | .364  |
| 通算：2年 | 通算：2年 | 19    | 11    | 11    | 0     | 2     | 0        | 0        | 0        | 2     | 0     | 0     | 0        | 0     | 0     | 0     | 0     | 0     | 1     | 0        | .182  | .182     | .182     | .364  |

### 背番号
- 25 （1962年 - 1964年）
- 68 （1973年）
- 77 （1975年、1996年）
- 88 （1997年 - 1998年）
- 71 （1999年 - 2000年、2004年 - 2008年）

### 登録名
- 古賀 英彦 （こが ひでひこ、1962年 - 1973年、1996年 - ）
- ハイデー古賀 （ハイデーこが、1975年）